# كارلوس سوريانو مندوزا
كارلوس سوريانو مندوزا (بالإسبانية: Carlos Soriano Mendoza)‏ هو مصارع هاوي مكسيكي، ولد في 1973 في مدينة مكسيكو في المكسيك.